# Puig Saguàrdia (Fontcoberta)
El Puig Saguàrdia és un cim de 207 metres que es troba al municipi de Fontcoberta, a la comarca del Pla de l'Estany.